# В магазині квіток
«В магазині квіток» — вірш Лесі Українки. Датується орієнтовно 1890 р.
Вперше надруковано в газеті «Буковина» 28 березня 1891 р. під заголовком «Квіти».
Автограф — ІЛІШ, ф. 2, № 747, стор. 23 — 25. Поезія була поміщена до збірки «На крилах пісень» 1893 року, проте до київського видання «На крилах пісень» 1904 р. не ввійшла.